# Lijst van afleveringen van The Colbys
The Colbys (eerst getiteld Dynasty II:The Colbys) was een Amerikaanse soapserie die in primetime werd uitgezonden van november 1985 tot maart 1987. De serie was een spin-off van het meer succesvolle Dynasty.

## Seizoensoverzicht
| Seizoen | Aantal afleveringen | Uitgezonden                       |  |
| ------- | ------------------- | --------------------------------- |  |
| 1       | 24                  | 20 november 1985 – 22 mei 1986    |  |
| 2       | 25                  | 24 september 1986 – 26 maart 1987 |  |

## Seizoen 1 (1985-1986)
| Productie- code | Afl. | Titel aflevering      | Regisseur                                  | Uitzenddatum VS  |
| --------------- | ---- | --------------------- | ------------------------------------------ | ---------------- |
| 101             | 1    | The Celebration       | Jerome Courtland (als Jerome C. Courtland) | 20 november 1985 |
| 102             | 2    | Conspiracy Of Silence | Curtis Harrington                          | 27 november 1985 |
| 103             | 3    | Moment Of Truth       | Nancy Malone                               | 28 november 1985 |
| 104             | 4    | Family Album          | Don Medford                                | 5 december 1985  |
| 105             | 5    | Shadow of the Past    | Harry Falk                                 | 12 december 1985 |
| 106             | 6    | A House Divided       | Don Medford                                | 19 december 1985 |
| 107             | 7    | The Reunion           | Jerome Courtland                           | 26 december 1985 |
| 108             | 8    | Fallen Idol           | Harry Falk                                 | 2 januari 1986   |
| 109             | 9    | The Letter            | Don Medford                                | 9 januari 1986   |
| 110             | 10   | The Turning Point     | Gwen Arner                                 | 16 januari 1986  |
| 111             | 11   | Thursday's Child      | Kim Friedman                               | 30 januari 1986  |
| 112             | 12   | The Pact              | Harry Falk                                 | 6 februari 1986  |
| 113             | 13   | Fallon's Choice       | Curtis Harrington                          | 13 februari 1986 |
| 114             | 14   | The Trial             | Robert Scheerer                            | 20 februari 1986 |
| 115             | 15   | Burden of Proof       | Gabrielle Beaumont                         | 27 februari 1986 |
| 116             | 16   | My Father's House     | Curtis Harrington                          | 6 maart 1986     |
| 117             | 17   | The Outcast           | Robert Scheerer                            | 13 maart 1986    |
| 118             | 18   | The Wedding           | Harry Falk                                 | 20 maart 1986    |
| 119             | 19   | The Honeymoon         | Gwen Arner                                 | 27 maart 1986    |
| 120             | 20   | Double Jeopardy       | Harry Falk                                 | 10 april 1986    |
| 121             | 21   | A Family Affair       | Jerome Courtland                           | 17 april 1986    |
| 122             | 22   | The Reckoning         | Harry Falk                                 | 1 mei 1986       |
| 123             | 23   | Anniversary Waltz     | Kim Friedman                               | 15 mei 1986      |
| 124             | 24   | Checkmate             | Harry Falk                                 | 22 mei 1986      |

## Seizoen 2 (1986-1987)
| Productie- code | Afl. | Titel aflevering             | Regisseur                              | Uitzenddatum VS   |
| --------------- | ---- | ---------------------------- | -------------------------------------- | ----------------- |
| 201             | 25   | The Gathering Storm          | Harry Falk                             | 24 september 1986 |
| 202             | 26   | No Exit                      | Gabrielle Beaumont                     | 25 september 1986 |
| 203             | 27   | Jason's Choice               | Robert Scheerer                        | 2 oktober 1986    |
| 204             | 28   | The Matchmaker               | Harry Falk                             | 16 oktober 1986   |
| 205             | 29   | Something Old, Something New | Don Medford                            | 23 oktober 1986   |
| 206             | 30   | The Gala                     | Gwen Arner                             | 30 oktober 1986   |
| 207             | 31   | Bloodlines                   | Harry Falk                             | 6 november 1986   |
| 208             | 32   | Deceptions                   | Curtis Harrington                      | 13 november 1986  |
| 209             | 33   | And Baby Makes Four          | Gwen Arner                             | 27 november 1986  |
| 210             | 34   | Bid For Freedom              | Harry Falk                             | 4 december 1986   |
| 211             | 35   | Sanctuary                    | Don Medford                            | 11 december 1986  |
| 212             | 36   | Reaching Out                 | Linda Day                              | 18 december 1986  |
| 213             | 37   | Power Play                   | Harry Falk                             | 1 januari 1987    |
| 214             | 38   | The Legacy                   | Richard Kinon                          | 8 januari 1987    |
| 215             | 39   | The Home-Wrecker             | Curtis Harrington                      | 15 januari 1987   |
| 216             | 40   | The Manhunt                  | Bruce Bilson                           | 22 januari 1987   |
| 217             | 41   | All Fall Down                | Kim Friedman                           | 29 januari 1987   |
| 218             | 42   | Guilty Party                 | Roy Campanella II (als Roy Campanella) | 5 februari 1987   |
| 219             | 43   | Fallon's Baby                | Harry Falk                             | 12 februari 1987  |
| 220             | 44   | Answered Prayers             | Robert Scheerer                        | 26 februari 1987  |
| 221             | 45   | Return Engagement            | Harry Falk                             | 5 maart 1987      |
| 222             | 46   | Devil's Advocate             | Robert Scheerer                        | 12 maart 1987     |
| 223             | 47   | Betrayals                    | Harry Falk                             | 19 maart 1987     |
| 224             | 48   | Dead End                     | Richard Kinon                          | 25 maart 1987     |
| 225             | 49   | Crossroads                   | Don Medford                            | 26 maart 1987     |

## Aantal afleveringen per regisseur
| Regisseur                                  | Aantal afl. |
| ------------------------------------------ | ----------- |
| Harry Falk                                 | 15          |
| Don Medford                                | 6           |
| Curtis Harrington                          | 5           |
| Robert Scheerer                            | 5           |
| Gwen Arner                                 | 4           |
| Jerome Courtland (als Jerome C. Courtland) | 3           |
| Kim Friedman                               | 3           |
| Gabrielle Beaumont                         | 2           |
| Richard Kinon                              | 2           |
| Nancy Malone                               | 1           |
| Linda Day                                  | 1           |
| Bruce Bilson                               | 1           |
| Roy Campanella II (als Roy Campanella)     | 1           |